# TRIM3
TRIM3‏ (Tripartite motif containing 3) هوَ بروتين يُشَفر بواسطة جين TRIM3 في الإنسان.